# Botiza
Botiza – wieś w Rumunii, w okręgu Marmarosz, w gminie Botiza. W 2011 roku liczyła 2717 mieszkańców.

## Zabytki
- cerkiew św. Paraskiewy